# Hodina zpěvu
Hodina zpěvu je dětský televizní pořad, vysílaný Českou televizí (původně Československou televizí) od roku 1988 do roku 2017, jehož autory jsou Zdeněk Svěrák a Jaroslav Uhlíř. Nové díly pořadu byly vysílány jednou ročně v prosinci. Reprízy pak většinou o letních prázdninách.

## Náplň
Každý díl probíhá v duchu vyučovací hodiny ve škole. Žáky jsou členové dětského sboru Sedmihlásek. Zdeněk Svěrák a Jaroslav Uhlíř zastávají role učitelů. V průběhu hodiny se střídá jejich výklad a jimi složené písně. Počet písní se většinou pohybuje kolem osmi. Na závěr každé epizody vždy zazní píseň Není nutno.

## Odvozené produkty
Výběry populárních písní vycházejí také ve zpěvnících a na kazetách a Audio CD.
Vyšlo také DVD Jaroslav Uhlíř a Zdeněk Svěrák: Červená a žlutá hodina zpěvu, které obsahuje první čtyři díly pořadu.

## Seznam písní
Písně jsou řazeny podle epizody a pořadí, ve kterém zazněly. Je vynechána píseň Není nutno, která se vyskytuje na konci každé epizody. U každé písně je uvedeno, zda má (A) nebo nemá (N) vlastní videoklip natočený v exteriéru. (?) značí, že tato informace chybí.

### 1. "Nultá hodina zpěvu" (1988)
1. Dělání (N)
2. Káča našla ptáče (N)
3. Holubí dům (N)
4. Elektrický valčík (A)
5. Světové vánoce (N)
6. Šel nádražák na mlíčí (N - převzato z pořadu Hitšaráda)
7. Severní vítr (N - použity záběry z filmu Vrchní, prchni)
8. Černobílé filmy (A)
9. Mám nejhoršího koně (A)

### 2. "První hodina zpěvu" (1989)
1. Neopouštěj (N)
2. Vlnitý plech (A)
3. To je hezky (N)
4. Naše rodina šílí (N)
5. Semiška (A)
6. Trochu kočičí (A)
7. Déšť bubnuje na lepenku (N)
8. Panský kočí (N)

### 3. "Druhá hodina zpěvu" (1990)
1. Klavírista (N)
2. Na té naší pouti (A)
3. Kluci, kluci s klukama (A)
4. Voda, voděnka (N)
5. Maminčin perník (N)
6. Nastává máj (A)
7. Topné období (A)

### 4. "Třetí Hodina zpěvu" (1991)
1. Prosinec (N)
2. Září (N)
3. Holky z Polabí (A)
4. Narozeninová (N)
5. Zlatnická (A)
6. Soňa ví (N)
7. Mokré plavky (A)
8. Mravenčí ukolébavka (N)

### 5. "Čtvrtá Hodina zpěvu" (1992)
1. Národy, mějte se rády (A)
2. Prázdniny u babičky
3. Komíny (A)
4. Když jsem já šel do lidušky
5. Vzpomínka na Ježka (N)
6. Ta naše hospoda (A)
7. Když se zamiluje kůň (A)

### 6. "Pátá Hodina zpěvu" (1993)
1. Skálo, skálo (A)
2. Oči a oka
3. Ořechy s medem
4. Když byla maminka dívčinou
5. Barbora píše z tábora (A)
6. Pan doktor Janoušek (A)
7. Dědečku, neskuhrej
8. Jaro dělá pokusy

### 7. "Šestá hodina zpěvu" (1994)
1. Krávy, krávy (N)
2. Auta (N)
3. Chleba, řízek, chleba (A)
4. Náušnice z třešní (N)
5. Hlavně že jsme na vzduchu (A)
6. Moje milá plaví koně (N)
7. Pozor, vyletí ptáček (N)
8. Mléčný bar (A)

### 8. (1995)
1. Klouzky (A)
2. Vodoměrky (N)
3. Křížovky (N)
4. Svátek zvířat (A)
5. Vykárka a Tykárka (N)
6. Rovnátka (A)
7. Opičí kapela (N)
8. Chvalím tě, země má (N)

### 9. (1996)
1. Labutě (N)
2. Požehnaný čas (A)
3. Brýle (N)
4. Dětinové (A)
5. Krabice od čaje (N)
6. Koníčku můj (A)
7. Kamarádka lípa (N)
8. Lída (N)

### 10. (1997)
1. Bloudím lesem (N)
2. Hadi (A)
3. Vzducholoď (N)
4. Všechno máme schovaný (A)
5. Kuře v autě (N)
6. Čechy krásné, Čechy naše (N)
7. Ztráty a nálezy (A)
8. Náčelník má nátělník (N)

### 11. (1998)
1. Když si táta pohvizduje (N)
2. Dětské oddělení (A)
3. Dravci (N)
4. Pousmání (N)
5. V čudu (A)
6. Vodojem (N)
7. Mobil (A)
8. Zhubla Nina (N)

### 12. (1999)
1. Narovnej se (N)
2. Cvrčkovi ukradli housličky (A)
3. Asfaltér (N)
4. Jednoduchá pískací (A)
5. Psí spřežení (N)
6. Nepřestávám se divit (A)
7. Ninini křečci (N)
8. Maškarní plesy (N)

### 13. (2000)
1. Hlohy (N)
2. Jedličky (A)
3. Hvězdáři
4. Vlasy až na záda
5. Koutek ztracených dětí (A)
6. Eskamotér
7. Mokré klávesy
8. Když jsme tě, jablůňko…
9. Poníci (A)
10. Mláďata (A)

### 14. (2001)
1. Neopouštěj (N) – 1989
2. Vítej na světě (N)
3. Eskamotér (N)
4. Psí divadlo (N)
5. Hladová zeď (A)
6. Hvězdářská (A)
7. Říkadla (A)
8. Tchyně (A)
9. Duše v peří (N)
10. Strašidýlko Emílek (N)
11. Zapadání (N)

### 15. (2002)
1. Zip (N)
2. Nedorozumění (N)
3. Hají (N)
4. Ovádi (N)
5. Horymír (A)
6. Teta Sylva (A)
7. Svět je malá škola (A)
8. Stromy (A)

### 16. (2003)
1. O původu Jazzu (N)
2. Datel (N)
3. Barvy (N)
4. Pizzicato (N)
5. Ulice, ulice (A)
6. Rodná hrouda (A)
7. Umím prase zepředu (A)
8. Zajíc na bobku (A)
9. Na Žižkaperku (A)

### 17. (2004)
1. Populační (A)
2. Straka (A)
3. Kaštany (A)
4. Myš Lenka (A)
5. Jevíčko (N)
6. O Budulínkovi (N)

### 18. (2005)
1. Jedeme vlakem (A)
2. Koráby (A)
3. Včely (A)
4. Vlčí máky (A)
5. Přijíždí k nám Večerníček (N)
6. Počítací (N)
7. O červené Karkulce (N)

### 19. (2006)
1. Na Žižkaperku (A) – 2003
2. Herodes (N)
3. Včely (A) – 2005
4. Klíště (N)
5. Viol (N)
6. Barbora píše tábora (A) – 1993
7. Hej pane úchyle (N)
8. Pan doktor Janoušek (A) – 1993
9. Rovnátka (A) – 1995
10. Moderní babička (N)

### 20. (2007)
1. Divoká Šárka (A)
2. Harmonika foukací (A)
3. Zapomnětlivá (A)
4. Mravenec jde trávou (A)
5. Když je pěkné počasí (A)
6. O 12 měsíčkách (N)

### 21. (2008)
1. Zkoušení (A)
2. Dredy (A)
3. Na zahrádce (A)
4. Hrady a zámky (A)
5. To se jinde nestane (N)
6. O šípkové Růžence (N)

### 22. (2009)
1. Když se holky vrátí od moří (N)
2. Věruš (N)
3. Eskymáček (N)
4. Kolony (N)
5. Bára se ráda bojí (A)
6. To město na Vltavě (A)
7. Pánbíčku stůj při mně (A)
8. Alchymisti (A)

### 23. (2010)
1. Vinná muška (N)
2. Úsudkový příklad (N)
3. Komu se stýská (N)
4. Saská polka (N)
5. Vlnitý plech (A) – 1989
6. Lázeňský valčík (A)
7. Trhovec (A)
8. Příjmení (A)
9. Zalévám květiny (A)

### 24. "Speciál – ohlédnutí na minulé hodiny zpěvu" (2011)
1. Elektrický valčík (A) – 1988
2. Rovnátka (A) – 1995
3. Jevíčko (N) – 2004
4. Mléčný bar (A) – 1994
5. Semiška (A) – 1989
6. Pan doktor Janoušek (A) – 1993
7. Zapomnětlivá (A) – 2007
8. Barbora píše z tábora (A) – 1993
9. Ať smolařům je hej (A)

### 25. (2012)
1. Vzpomínky na Ježka (N) – 1992
2. Starý sako (A)
3. Koráby (A) – 2005
4. Buřtík a Špejlička (A)
5. Straka (A) – 2004
6. Mateřinky
7. Cvrčkovi ukradli housličky (A) – 1999
8. Hlavně že jsme na vzduchu (A) – 1994
9. Lampář (A)

### 26. "Speciál – Vánoční ohlédnutí na minulé hodiny zpěvu" (2013)
1. Skálo, skálo (A) — 1993
2. Jedeme vlakem (A) — 2005
3. Poníci (N) — 2000
4. Alchymisti (A) — 2009
5. Když sovy loví (N)
6. Dredy (A) — 2008
7. Vlčí máky (A) — 2005
8. Jedličky (A) — 2000
9. Koutek ztracených dětí (A) — 2000
10. Pánbíčku, stůj při mně (A) — 2009

### 27. (2014)
1. Snídaně (A)
2. Angličtina (A)
3. Copánek (A)
4. Prší (A)
5. Stožáry vysokého napětí (A)
6. Plovárna (A)
7. Říkadla (A)
8. Na Žižkaperku (A) – 2003
9. Jupí (A)

### 28. "70. narozeniny Jaroslava Uhlíře" (2015)
1. Jarda má narozeniny (N)
2. Second hand (N)
3. Věruš (N) – 2009
4. Ať smolařům je hej (A) – 2011
5. Motýlí hotýlek (N)
6. Ty slzy udělal mi déšť (N)
7. Na houby (A)
8. Stromy (A) – 2002
9. Hříbě (A)
10. Pískoviště (A)
11. Děti jdou ze školy domů (A)

### 29. (2016)
1. Město spí (N)
2. Robert umí er (N)
3. Obložená Míša (N)
4. Pěší výlet (A)
5. Cirkusový stan (A)
6. Dívka z Jižní Dakoty (A)
7. Kamarád soumrak (A)
8. Svatá trojice slov (A)

### 30. "Speciál – 50 let spolupráce Jaroslava Uhlíře a Zdeňka Svěráka" (2017)
1. Strašidýlko Emílek (N) – 2001
2. Krávy, Krávy (N) — 1994
3. Dělání (N) – 1988
4. Statistika nuda je (A - použity záběry z filmu Princové jsou na draka 1980)
5. Mravenčí ukolébavka (N) – 1991
6. Datel — 2003
7. Stromy (A) – 2002
8. Barbora píše z tábora (A) – 1993
9. Koráby (A) – 2005
10. Když se zamiluje kůň (A) – 1992
11. Pod dubem za dubem (A - použity záběry z filmu Lotrando a Zubejda 1997)
12. Holubí dům (N) – 1988